# 狭叶黄杨
狭叶黄杨（学名：Buxus stenophylla）为黄杨科黄杨属下的一个种。其种加词“Stenophylla”意为“窄叶的”。